# بات فرينك
بات فرينك (بالإنجليزية: Pat Frink)‏ مواليد 18 فبراير 1945 - الوفاة 6 مايو 2012، كان لاعب كرة سلة أمريكي. بدأ مسيرته الاحترافية في سنة 1968. تم اختياره من قبل فريق سكرامنتو كينغز خلال الدرافت. حمل الرقم 17. بلغ طوله 6 قدم 4 بوصة (1.9 م). اعتزل اللعب في 1969.

## روابط خارجية
- بات فرينك على موقع إن بي أي (الإنجليزية)
- بات فرينك على موقع سبورتس رفرنس (الإنجليزية)
- بات فرينك على موقع كلية كرة السلة في سبورتس رفرنس.كوم (الإنجليزية)
- بات فرينك على موقع ريلجم (الإنجليزية)
- بات فرينك على موقع بروبوليرز (الإنجليزية)